# Éter di-isopropílico
Éter diisopropílico é um éter secundário que é usado como um solvente. É um líquido incolor que é levemente solúvel em água, mas é miscível com a maioria dos solventes orgânicos. É também usados como um  aditivo de gasolina oxigenato.
O éter diisopropílico é algumas vezes representado pela abreviatura "DIPE".

## Segurança
O éter diisopropílico tende a forma peróxidos explosivos em repouso ao ar durante um longo período (anos). Esta reacção processa-se mais facilmente do que a éter etílico, devido ao átomo de carbono secundário ao lado do átomo de oxigênio, o que faz com que o armazenamento de éter diisopropílico seja mais perigoso. O solvente deve ser armazenado testado quanto à presença de peróxidos mais frequentemente (é recomendado uma vez a cada 3 meses para o éter diisopropílico versus uma vez a cada 12 meses para o éter etílico).